# Nodaria stellaris
Nodaria stellaris là một loài bướm đêm trong họ Noctuidae.